# Mały Budda
Mały Budda (ang. Little Buddha) – francusko-brytyjski-liechtensteiński dramat obyczajowy z 1993 roku.

## Opis fabuły
Buddyjscy mnisi poszukują reinkarnacji ich zmarłego przed dziesięcioma laty nauczyciela Lamy Dorje. Poszukiwania prowadzą do Seattle, gdzie razem ze swoimi rodzicami mieszka Jesse Conrad. W tym samym czasie w Katmandu i Indiach ujawnia się dwoje kolejnych Lama Dorje. Troje dzieci zaproszonych zostaje do klasztoru u stóp Himalajów, gdzie poddane zostaną identyfikacji.

## Obsada
- Keanu Reeves – Siddhartha
- Ruocheng Ying – Lama Norbu
- Chris Isaak – Dean Conrad
- Bridget Fonda – Lisa Conrad
- Alex Wiesendanger – Jesse Conrad
- Raju Lal – Raju
- Greishma Makar Singh – Gita
- Sogyal Rinpoche – Kenpo Tensin
- Khyongla Rato Rinpoche – Abbot
- Geshe Tsultim Gyelsen – Lama Dorje
- Jigme Kunsang – Champa
- Rudraprasad Sengupta – Król Suddhodhana
- Thubtem Jampa – Punzo
- Jo Champa – Maria
- T.K. Lama – Sanjay

i inni